# Pactactes compactus
Pactactes compactus là một loài nhện trong họ Thomisidae.
Loài này thuộc chi Pactactes. Pactactes compactus được George Newbold Lawrence miêu tả năm 1947.